# 趙鼎権
趙 鼎権（Cho Jeong Kwon、조 정권、チョ・ジョングォン、1949年2月22日 - 2017年11月8日）は韓国の詩人。ソウル特別市出身。

## 略歴
1949年2月22日、ソウル特別市に生まれる。1970年、『現代詩学』に『흑판(黒板)』が推薦され、登壇した。
1977年に発表した初の詩集『비를 바라보는 일곱 가지 마음의 형태(雨を見つめる七つの心の形)』は少年的感受性と観照的な傾向を見せている。
建築や舞踊、美術など他の芸術に深い興味を持ち、1982年『시편(詩篇)』を発売するときも美術や音楽に心酔していた。1985年発表した『허심송(虚心頌)』は欲のない寛大な心と東洋的隠逸の世界を渇望する作品である。また、1987年から1991年まで書いた30編の連作詩『산정 묘지(山頂墓地)』は、神聖な汎神主義の世界をみせ、観念の極地を成す。趙はリアリズムとモダニズムで代表された1970～1980年代に中立的な立場で形而上学的精神主義詩の新しい地平を開いたと評価されている。
2017年11月8日、病気のために死去した。68歳没。

## 年譜
- 1949年2月20日、ソウル特別市に生まれる[1]。
- 1985年、第5回緑園文学賞受賞。
- 1987年、第20回韓国詩人協会賞受賞。
- 1991年、第11回金洙暎文学賞受賞。
- 1992年、第6回素月詩文学賞受賞。
- 1994年、第39回現代詩文学賞受賞。
- 2011年、第3回木月文学賞受賞。
- 2017年11月8日、死去[3]。

## 代表作品
- 1977年、비를 바라보는 일곱 가지 마음의 형태(雨を見つめる七つの心の形) [4][5]
- 1982年、시편(詩篇)
- 1985年、허심송(虚心頌)
- 1987年、하늘 이불(空布団)
- 1991年、산정 묘지(山頂墓地)
- 1994年、신성한 숲(神聖な森)
- 2005年、떠도는 몸들(さまよう体)
- 2011年、고요로의 초대(静寂への招待)